# Ignaz Ladurner
Ignaz Anton Franz Xaver Ladurner est un pianiste,  compositeur et pédagogue autrichien naturalisé français, né le 1er août 1766 à Aldein (Comté de Tyrol) et mort à Villaine (Seine-et-Oise) le 4 mars 1839.

## Biographie
Fils de l'organiste, Franz Xaver Ladurner (1735-1782), il est formé à Munich au Lyseum Gregorianum en 1784-1785, puis s'installe à Paris en 1788. Il épouse la violoniste Mlle de la Jonchère (de son vrai nom Mussier de Gondreville ). Il entre comme professeur au Conservatoire de musique de Paris en mai 1797 jusqu'à son éviction en 1802, lors d'un remaniement de l'équipe pédagogique. Il poursuit ses cours particuliers avec beaucoup de succès avant de se retirer en 1836 à Villaine.
Il a eu pour élèves Alexandre Pierre François Boëly (1785-1858), Daniel-François-Esprit Auber (1782-1871) et Henry Beno François d'Arondeau (1779-1865). 

## Œuvres
Il a principalement composé des sonates pour piano à deux ou quatre mains. 

### Piano
- Sonates pour piano à quatre mains, op. 2
- Trois grandes sonates avec la charge de cavalerie pour clavecin ou forte-piano, op. 4 (Chez l'auteur Gravées par Soullier, Paris 1797)[3]

1. Sonate I, en fa majeur
2. Sonate II, en ut majeur
3. Sonate III, en sol mineur

- Sonates pour piano à quatre mains, op. 6 (Paris, 1802)
- Sonates pour piano op. 9 (Naderman, Paris 1805)
- Fantaisie, Une larme sur la tombe de la plus tendre mère, op. 11 (Naderman, Paris 1805)
- Sonate à quatre mains pour le forte piano, op. 12 (Naderman)[4]

Début du Presto de la Sonate II, de l'opus 4 :

### Musique de chambre
- Trois trios avec piano[5], op. 1 (Boyer, Paris 1793)

1. Sonate I en fa majeur
2. Sonate II en mi-bémol majeur
3. Sonate III en fa mineur

- Mélanges harmoniques pour le piano forte avec accompagnement de violon, op. 3 (Naderman, Paris 1794)[6]
- Sonate pour violon, op. 5 (Pleyel, Paris 1799)[7]
- Sonate pour violon, op. 7

### Opéra
- Wenzel ou le Magistrat du peuple (1793), opéra en trois actes créé le 22 mars 1794 au Théâtre-National puis dans une version remaniée le 29 mars 1797 au théâtre Feydeau. (extraits publiés : Ouverture et airs de Wentzel, ou le magistrat du peuple, musique du citoyen Ladurner, arrangés pour le clavecin ou pianoforte avec accompagnement de violon ad-libitum…, Imbault, Paris 1794)
- Les Vieux Fous ou Plus de peur que de mal (1796), opéra-comique en un acte, livret de Joseph-Alexandre vicomte de Ségur, créé le 16 janvier 1796 au théâtre Feydeau[8]

## Éditions
- Trois grandes sonates avec la charge de cavalerie pour clavecin ou forte-piano, op. 4 - Minkoff, Genève, 1983  (ISBN 2-8266-0827-4)

## Discographie
- Trois grandes sonates pour piano, op. 4 - Hugues Leclère, piano  (7-8 novembre 1996, Hymera)[9] (OCLC 658550918)